# اشلی اسپنسر
اشلی اسپنسر (انگلیسی: Ashley Spencer؛ زادهٔ ۸ ژوئن ۱۹۹۳) دونده زن اهل ایالات متحده آمریکا است.
وی در مسابقات کشوری و بین‌المللی در مجموع برندهٔ ۴ مدال طلا، ۱ مدال نقره، ۱ مدال برنز شده‌است.